# Treuen
Treuen är en stad i Vogtlandkreis i förbundslandet Sachsen i Tyskland. Staden har cirka 8 000 invånare.
Kommunen ingår i förvaltningsområdet Treuen/Neuensalz tillsammans med kommunen Neuensalz.